# Cyclogramma neoauriculata
Cyclogramma neoauriculata är en kärrbräkenväxtart som först beskrevs av Ren-Chang Ching, och fick sitt nu gällande namn av Tag. Cyclogramma neoauriculata ingår i släktet Cyclogramma och familjen Thelypteridaceae. Inga underarter finns listade.